# Championnat d'Europe de Formule 2 1973
Navigation
1972 1974
Le championnat d'Europe de Formule 2 1973 était la septième édition du championnat d'Europe de F2. Il a été remporté par le français Jean-Pierre Jarier, sur une March-BMW de l'écurie STP March Engineering.

## Courses de la saison 1973
| no | Date         | Épreuve                         | Lieu                   | Vainqueur          | Voiture          | Équipe                         | Résumé |
| -- | ------------ | ------------------------------- | ---------------------- | ------------------ | ---------------- | ------------------------------ | ------ |
| 59 | 11 mars      | Trophée Radio Luxembourg F2     | Mallory Park           | Jean-Pierre Jarier | March-BMW        | March Engineering              | Résumé |
| 60 | 8 avril      | Trophée d'Allemagne             | Hockenheim             | Jean-Pierre Jarier | March-BMW        | March Engineering              | Résumé |
| 61 | 23 avril     | BARC 200                        | Thruxton               | Henri Pescarolo    | March-BMW        | March Engineering              | Résumé |
| 62 | 29 avril     | Grand Prix de l'Eifel           | Nürburgring            | Reine Wisell       | March-Cosworth   | Clarke-Mordaunt-Guthrie Racing | Résumé |
| 63 | 6 mai        | Grand Prix de Pau               | Pau                    | François Cevert    | March-BMW        | March Engineering              | Résumé |
| 64 | 20 mai       | Gold Cup de Suède               | Kinnekulle             | Jochen Mass        | Surtees-Cosworth | Surtees                        | Résumé |
| 65 | 10 juin      | Grand Prix GB                   | Nivelles               | Jean-Pierre Jarier | March-BMW        | March Engineering              | Résumé |
| 66 | 17 juin      | Rhein-Pokalrennen               | Hockenheim             | Jochen Mass        | Surtees-Cosworth | Surtees                        | Résumé |
| 67 | 24 juin      | Grand Prix de Rouen-les-Essarts | Rouen-les-Essarts      | Jean-Pierre Jarier | March-BMW        | March Engineering              | Résumé |
| 68 | 29 juin      | Grand Prix de la Lotterie       | Monza                  | Roger Williamson   | March-BMW        | Wheatcroft Racing              | Résumé |
| 69 | 28 juillet   | Grand Prix de Mantorp           | Mantorp Park           | Jean-Pierre Jarier | March-BMW        | March Engineering              | Résumé |
| 70 | 12 août      | Kanonloppet                     | Karlskoga Motorstadion | Jean-Pierre Jarier | March-BMW        | March Engineering              | Résumé |
| 71 | 26 août      | Grand Prix de la Méditerranée   | Enna-Pergusa           | Jean-Pierre Jarier | March-BMW        | March Engineering              | Résumé |
| 72 | 2 septembre  | Festspielpreis                  | Salzburgring           | Vittorio Brambilla | March-BMW        | Beta Racing                    | Résumé |
| 73 | 9 septembre  | Trophée du Norisring            | Norisring              | Tim Schenken       | ISO-Cosworth     | Williams                       | Résumé |
| 74 | 26 septembre | Grand Prix d'Albi               | Albi                   | Vittorio Brambilla | March-BMW        | Beta Racing                    | Résumé |
| 75 | 14 octobre   | Grand Prix de Rome              | Vallelunga             | Jacques Coulon     | March-Cosworth   | Lewis Racing                   | Résumé |

Notes: Certaines courses se disputaient en deux manches. Ne sont indiqués dans ce tableau que les vainqueurs du classement cumulé.

## Classement des pilotes
| #  | Pilote                | Ecurie                                | Points |
| -- | --------------------- | ------------------------------------- | ------ |
| 1  | Jean-Pierre Jarier    | STP March Engineering                 | 78     |
| 2  | Jochen Mass           | Team Surtees                          | 42     |
| 3  | Patrick Depailler     | Elf Coombs Team                       | 38     |
| 4  | Vittorio Brambilla    | Beta Racing                           | 35     |
| 5  | Jacques Coulon        | Ecurie Filipinetti                    | 33     |
| 6  | Bob Wollek            | Motul Rondel Racing                   | 23     |
| 7  | Mike Beuttler         | Clarke-Mordaunt-Guthrie-Durlac Racing | 15     |
| 8  | Derek Bell            | Team Surtees                          | 13     |
| 9  | Colin Vandervell      | Vandervell Racing                     | 12     |
| 10 | Tom Pryce             | Motul Rondel Racing                   | 11     |
| 11 | Roger Williamson      | Wheatcroft Racing                     | 11     |
| 12 | Dave Morgan           | Edward Reeves                         | 8      |
| 13 | Wilson Fittipaldi     | Motor Racing Developments             | 6      |
| 14 | Peter Gethin          | Chevron Racing                        | 6      |
| 15 | Bill Gubelmann        | WS Gubelmann                          | 6      |
| 16 | Jean-Pierre Jaussaud  | Motul Rondel Racing                   | 6      |
| 17 | David McConnell       | DWM Racing                            | 6      |
| 18 | Gunnar Nilsson        | Team Pierre Robert                    | 6      |
| 19 | Roland Binder         | Roland Binder                         | 5      |
| 20 | Sten Gunnarsson       | Team Pierre Robert                    | 5      |
| 21 | Gerry Birrell         | Chevron Racing                        | 4      |
| 22 | Hiroshi Kazato        | GRS International                     | 4      |
| 23 | Torsten Palm          | Team Surtees                          | 4      |
| 24 | Jo Vonlanthen         | Jo Vonlanthen Racing                  | 4      |
| 25 | John Watson           | Motor Racing Developments             | 4      |
| 26 | Håkan Dahlqvist       | Team Pierre Robert                    | 3      |
| 27 | Jean-Pierre Jabouille | Elf Coombs Racing                     | 3      |
| 28 | John Lepp             | Chevron Racing                        | 3      |
| 29 | Silvio Moser          | Silvio Moser Racing                   | 2      |
| 30 | Richard Scott         | Richard Scott                         | 2      |
| 31 | Brett Lunger          | Space Racing                          | 1      |
| 32 | Kurt Rieder           | Brian Lewis Racing                    | 1      |
| 33 | Bertil Roos           | DART                                  | 1      |
| 34 | Bob Salisbury         | F R Gerard                            | 1      |
| 35 | Gabriele Serblin      | FINA                                  | 1      |